# Henricus Grammateus
Henricus Grammateus (también conocido como Henricus Scriptor, Heinrich Schreyber o Heinrich Schreiber; 1495-1525 o 1526) fue un matemático alemán. Es conocido por introducir en una de sus obras uno de los usos más antiguos documentados de los signos más y menos para indicar sumas y restas.

## Semblanza
Grammateus nació en Erfurt. En 1507 comenzó a estudiar en la Universidad de Viena, donde posteriormente impartió clases. Christoph Rudolff fue uno de sus alumnos. De 1514 a 1517 estudió en Cracovia y luego regresó a Viena. Pero cuando la epidemia de peste afectó a Viena, abandonó la ciudad y se fue a Núremberg.
En 1518 publicó los detalles de un nuevo temperamento musical, que ahora lleva su nombre, para el clavecín. Fue un precursor del temperamento igual.
En 1525, Schreiber regresó a Viena, donde está documentada su presencia como examinador'.

## Trabajos
- Algorithmus providedum una cum monochordi generalis dyatonici compositione, pub. Volfgangvm De Argentina, Cracovia, 1514
- Libellus de compositione regularum pro vasorum mensuratione. Deque arte ista tota teoreticae et practicae, Viena, 1518
- Ayn new Kunstlich Buech (Un nuevo libro de habilidades), Viena 1518, Nuremberg 1521 - contiene (aparte de Johannes Widmann) el uso más antiguo conocido de los signos más y menos para sumar y restar[3] y es el texto alemán más antiguo de contabilidad[4]